# Ô tác Houbara

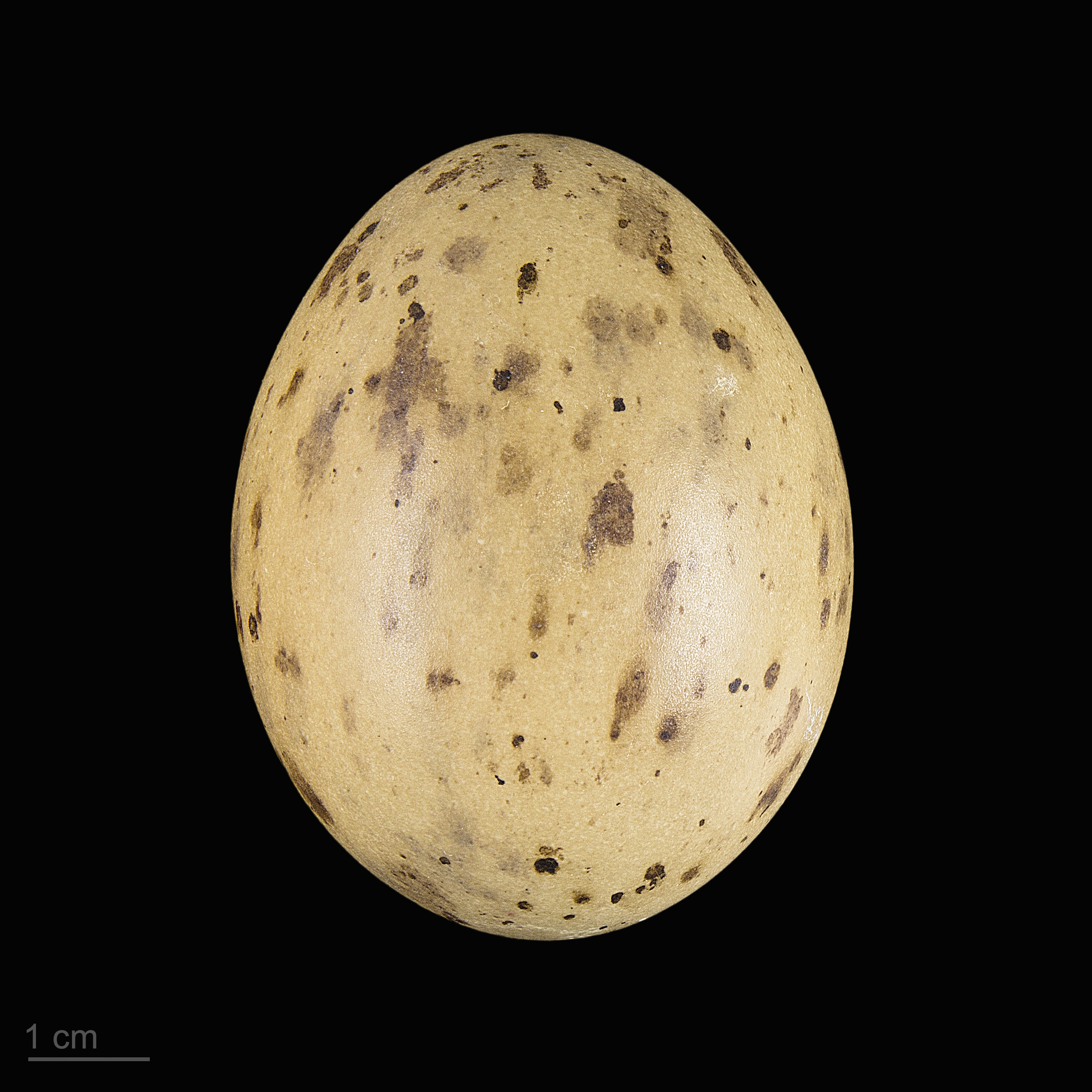
Chlamydotis undulata

Ô tác Houbara, tên khoa học Chlamydotis undulata, là một loài chim trong họ Otididae.